# Osvald Eslon
Osvald Johannes Eslon, född 3 november 1895 i Tallinn, död 6 maj 1961 i Toronto var en estländsk-kanadensisk målare verksam i Sverige under andra hälften av 1940-talet.
Han var son till Gustav Eslon och Eva Linzbach samt gift första gången med Berta Pauline Lindebaum och andra gången med Elfriede Rosalie Pent. Elson studerade konst för professor Adolf Hengeler i München 1918–1919. Han debuterade med en separatutställning 1921. Han fortsatte sin utbildning som stipendiat av "Eesti Kultuurkapitali Kujutava Kunsti Sihtkapital (Government Foundation for the Fine Arts) i Italien 1926-1927 och han studerade senare även Paris och London. Han var medlem i Eesti Kunstnike Liit (Estniska konstnärsförbundet) 1923–1928 och Uue Kunstnikkude Koondise (New Artists Association) 1930-1940 som var en konstnärsgrupp som bildades av tidigare medlemmar i Eesti Kunstnike Liit. Han flydde undan den sovjetiska återockupationen av Estland under andra världskriget och kom till Sverige 1944 för att sedan ta sig vidare och till Toronto i Kanada 1948-1949. Under sin tid i Sverige målade han flera mycket stämningsfulla stadsbilder, främst från Stockholm. Förutom stadsbilder består hans konst av havs- och landskapsbilder samt olika kompositioner, främst i akvarell eller olja. Elson finns representerad vid bland annat Armémuseum och Nash gallery.